# Shōhei Imamura
Shōhei Imamura (今村 昌平?, Imamura Shōhei; Tokyo, 15 settembre 1926 – Tokyo, 30 maggio 2006) è stato un regista e sceneggiatore giapponese.
È stato uno degli autori più importanti della nouvelle vague giapponese e uno dei pochi cineasti ad avere vinto due volte la Palma d'oro del Festival di Cannes, nel 1983 con La ballata di Narayama e nel 1997 con L'anguilla.

## Biografia

### La giovinezza
Nato in una famiglia dell'alta borghesia di Tokyo, con un padre medico, Imamura viene introdotto già da giovane ai drammi sociali del suo paese: nell'immediato dopoguerra, con l'economia giapponese devastata, frequenta il mercato nero vendendo liquori e sigarette per mantenere se stesso e la sua famiglia. Alla fine degli anni quaranta studia storia occidentale all'Università di Waseda, frequenta gruppi della sinistra studentesca e compagnie teatrali sperimentali. In questo periodo resta colpito dal film Rashōmon di Akira Kurosawa.

### Assistente di Ozu
Dopo la laurea nel 1951, Imamura comincia a lavorare agli studi Ōfuna della Shochiku come assistente alla regia di Yasujirō Ozu nei film Inizio d'estate (Bakushû) (1951), Il sapore del riso al tè verde (Ochazuke no aji) (1952) e Viaggio a Tokyo (Tokyo monogatari) (1953). Lo stile rigoroso e controllato con cui Ozu rappresenta la società giapponese del dopoguerra è però distante dal gusto di Imamura, che erediterà comunque dal maestro l'interesse per l'indagine sociale.

### Il periodo alla Nikkatsu
Imamura lascia la Shochiku nel 1954 e viene ingaggiato come regista dalla diretta concorrente, la Nikkatsu, dove esordisce nel 1958 con Desiderio rubato (Nusumareta yokujo): storia di attori girovaghi, il film mostra già l'interesse del regista per il mondo degli emarginati e il caos morale del dopoguerra e la sua predilezione per gli intrecci non lineari. Scontenti dei contenuti radicali del film, i dirigenti della Nikkatsu impongono a Imamura alcuni soggetti più leggeri: Stazione Nishi-Ginza (1958) è un'esile commedia costruita attorno a una canzone di successo, Desiderio inappagato (1958) e Il secondo fratello (1959) sono drammi altrettanto lontani dalle preferenze del regista.
Con Porci, geishe e marinai (1961), Imamura torna a soggetti a lui più cari descrivendo il mercato di contrabbando tra le forze di occupazione americane e la yakuza giapponese. Ancora una volta la Nikkatsu non approva il contenuto esplicitamente politico del film (che paragona il popolo giapponese a un branco di maiali venduti clandestinamente agli occupanti) e impedisce a Imamura di lavorare per due anni. Il film successivo, Cronache entomologiche del Giappone (1963) è ancor più esplicito del precedente: nella difficile storia di una ragazza di campagna si riflette la condizione femminile in un periodo di forti mutamenti sociali. Desiderio di omicidio (1964), fredda descrizione del rapporto di odio e pietà tra una giovane e il rapinatore che l'ha stuprata, ribadisce la durezza dello stile del regista e la sua attenzione per personaggi alla deriva. I tre film sanciscono l'affermazione di Imamura come uno degli autori fondamentali della Nouvelle vague nipponica.

### Le produzioni indipendenti
Insofferente alle imposizioni dei produttori, Imamura lascia la Nikkatsu nel 1965 e fonda una sua compagnia di produzione, la Imamura Productions. Il suo primo film indipendente è un adattamento del romanzo di Akiyuki Nosaka (autore anche di Una tomba per le lucciole) I pornografi, descrizione impassibile di un gruppo di piccoli criminali a Osaka; esplicitando il suo stile quasi entomologico, Imamura aggiunge un sottotitolo, Introduzione all'antropologia. Il film successivo, Evaporazione dell'uomo (1967), accentua la tendenza documentaria dei suoi film in una direzione meta-cinematografica.
Il profondo desiderio degli dei (1968) è una descrizione dello scontro tra modernità e tradizione in un'isola del Giappone meridionale: costoso e ambizioso (dura quasi tre ore), il film è un insuccesso di pubblico e per tutti gli anni settanta Imamura è costretto a limitarsi a film documentari e a basso costo.

### Gli anni Settanta
Storia del Giappone del dopoguerra raccontata da una barista (1970) è il più celebre e riuscito di questi documentari a basso costo, e ripropone una forte figura femminile sullo sfondo della società giapponese in cambiamento. Nel 1979 Imamura torna a forme narrative più convenzionali con La vendetta è mia, storia vera di un serial killer che terrorizzò Tokyo nel 1963.
Attivo anche come produttore, nel 1975 Imamura fonda la Japan Institute of the Moving Images e la Yokohama Vocational School of Broadcast and Film. Takashi Miike studierà in quest'ultima ed esordirà come assistente alla regia nel film di Imamura del 1987, Il mezzano.

### Gli anni Ottanta
Negli anni successivi Imamura ritorna a progetti più ambiziosi, tra i quali Che ce ne importa (1981) rifacimento di un film di Yuzo Kawashima del 1957, a cui Imamura aveva collaborato come sceneggiatore. La ballata di Narayama (1983), è un altro remake, questa volta del film di Keisuke Kinoshita del 1958, ma incontra un successo inaspettato con l'assegnazione della Palma d'oro al Festival di Cannes. Il decennio si chiude con un altro film di successo, Pioggia nera (1989), violenta rievocazione degli effetti fisici e sociali della bomba atomica su Hiroshima.

### Gli ultimi film
Gli ultimi film di Imamura sono segnati da un composto senso poetico e dalla vicinanza emotiva ai personaggi. L'anguilla (1997, Palma d'oro a Cannes) è la storia tenera e surreale di un assassino in cerca di espiazione. Dr. Akagi (1998) torna ad affrontare il trauma della bomba atomica, questa volta dal punto di vista di un medico e con uno stile asciutto e pudico, lontano dalla violenza dei primi film. Acqua tiepida sotto un ponte rosso (2001) è una sconsolata storia d'amore attraversata da momenti surreali.
Chiude la sua carriera l'anno successivo partecipando al film collettivo 11 settembre 2001 con un cortometraggio a tema antimilitarista che affronta indirettamente il tema tabù delle guerre coloniali giapponesi.
Malato di cancro, Shōhei Imamura muore nel 2006.

## Filmografia
- Desiderio rubato (盗まれた欲情 - Nusumareta yokujo) (1958)
- Stazione Nishi-Ginza (西銀座駅前 - Nishi Ginza ekimae) (1958)
- Desiderio inappagato (果しなき欲望 - Hateshinaki yokubo) (1958)
- Il secondo fratello (にあんちゃん - Nianchan) (1959)
- Porci, geishe e marinai (豚と軍艦 - Buta to gunkan) (1961)
- Cronache entomologiche del Giappone (にっぽん昆虫記 - Nippon konchuki) (1963)
- Desiderio d'omicidio (赤い殺意 - Akai satsui) (1964)
- Introduzione all'antropologia (エロ事師たちより 人類学入門 - Jinruigaku nyumon: Erogotshi yori) (1966)
- Evaporazione dell'uomo (人間蒸発 - Ningen Johatsu) (1967), pseudodocumentario
- Il profondo desiderio degli dei (神々の深き欲望 - Kamigami no Fukaki Yokubo) (1968)
- La storia del Giappone del dopoguerra raccontata da una barista (Nippon Sengoshi - Madamu onboro no Seikatsu) (1970), documentario
- Alla ricerca dei soldati che non hanno fatto ritorno (Mikikanhei o otte) (1971), documentario
- I pirati del Bubuan (Bubuan no Kaizoku) (1972), documentario
- Muhomatsu torna al paese natale (Muhomatsu Koyo ni Kaeru) (1973), documentario
- Donne che vanno lontano (Karayuki-san) (1975), documentario
- La vendetta è mia (復讐するは我にあり - Fukushû suruwa ware ni ari) (1979)
- Eijanaika (ええじゃないか - Eijanaika) (1981)
- La ballata di Narayama (楢山節考 - Narayama bushi-ko) (1983)
- Il mezzano (女衒 - Zegen) (1987)
- Pioggia nera (黒い雨 - Kuroi ame) (1989)
- L'anguilla (うなぎ - Unagi) (1997)
- Dr. Akagi (カンゾー先生 - Kanzo sensei) (1998)
- Acqua tiepida sotto un ponte rosso (赤い橋の下のぬるい水 - Akai hashi no shita no nurui mizu) (2001)
- Giappone, segmento di 11 settembre 2001 (11'09"01 - September 11) (2002)